# Mario Deslauriers

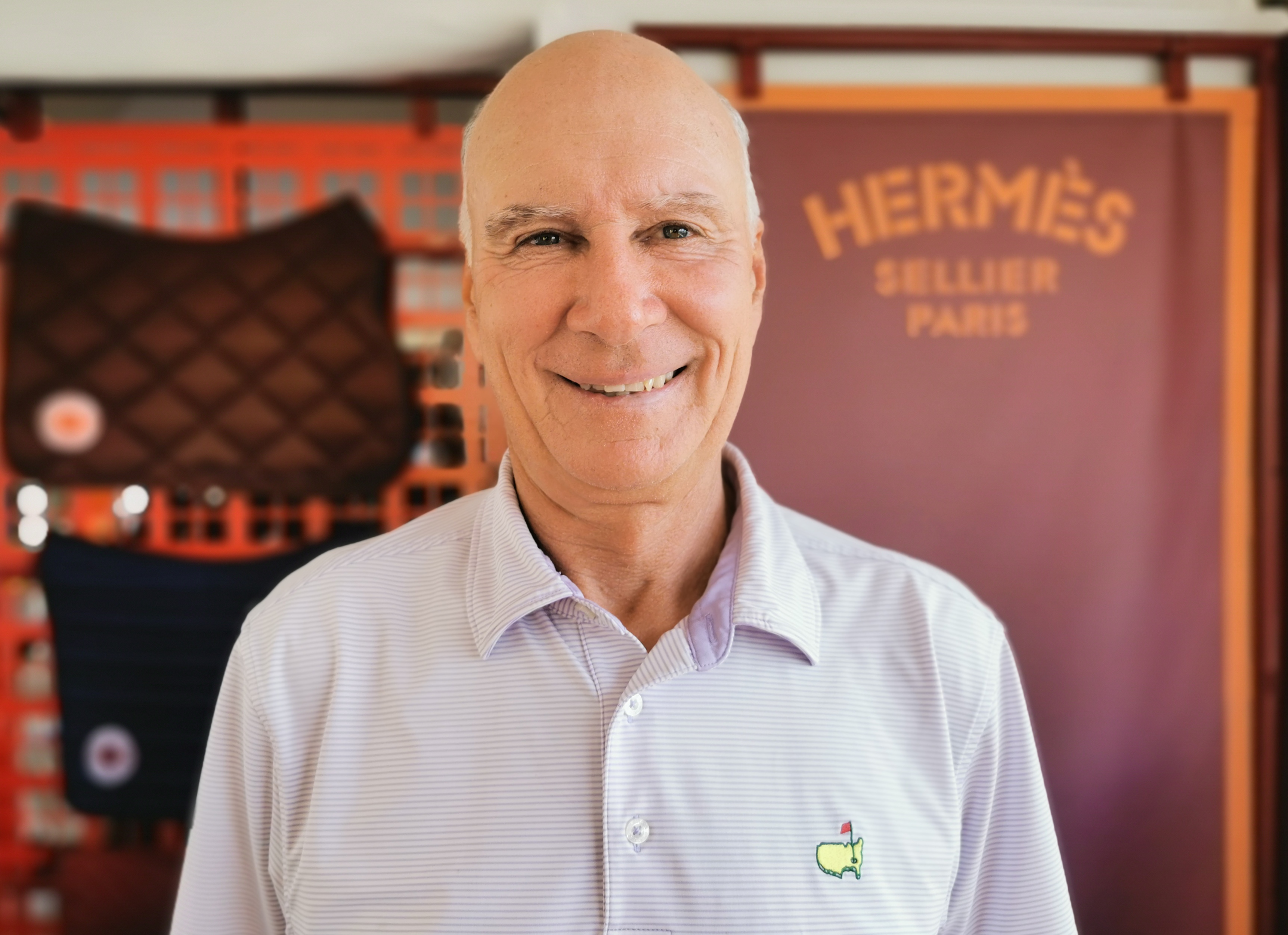
Mario Deslauriers auf dem CHIO Aachen 2025

Mario Deslauriers (* 23. Februar 1965 in Venise-en-Québec, Québec) ist ein kanadischer Springreiter, der zeitweilig für die Vereinigten Staaten im Sport antrat.
Im Februar 2012 befand er sich in der Springreiter-Weltrangliste der FEI auf Rang 44. Deslauriers betreibt eine Reitanlage in Water Mill (New York) auf Long Island.

## Karriere
Sein Vater ist der ehemalige Springreiter und Trainer Roger Deslauriers.
1984 gewann Deslauriers im Alter von 19 Jahren als bisher jüngster Reiter überhaupt das Weltcup-Finale in Göteborg, zudem war er der erste Kanadier, der den Titel gewann. Im selben Jahr startete er mit Aramis bei den Olympischen Spielen in Los Angeles. Sowohl im Einzel als auch mit der kanadischen Mannschaft belegte er hier Platz 4. Vier Jahre darauf startete er mit Box Car Willie bei den Olympischen Spielen in Seoul und belegte im Einzel erneut Rang vier.
Vom Jahr 2010 an trat Deslauriers im Sport für die Vereinigten Staaten an, nachdem er bereits über zwei Jahrzehnte in den USA ansässig war. Seit dem Sommer 2017 startet er wieder für Kanada.

## Pferde (Auszug)
ehemalige Pferde:
- Urico (* 2001), KWPN, Wallach, Brauner, Vater: Zandor Z, Muttervater: Fedor, Besitzer: Jane Clark; ab Herbst 2012 von Ben Maher geritten
- Vicomte D, Belgischer Wallach, Schimmel, Vater: Flamenco Desemilly, Muttervater: Randell Z, Besitzer: Jane Clark
- Whistler, KWPN, Wallach, Brauner, Vater; Pacific, Muttervater: Andiamo, Besitzer: Jane Clark
- Cella (* 2002), BWP, Stute, Schimmel, Vater: Cento, Muttervater: Chin Chin, Besitzer: Jane Clark; ab Herbst 2012 von Ben Maher geritten
- Aramis, Hannoveraner
- Big Sir (* 1993), Holsteiner, Wallach, Brauner, Vater: Sir Shostakov XX, Muttervater: Landgraf I, Besitzer: Mario Deslauriers